# PhpMyChat
El PhpMyChat es un sencillo programa de chat escrito en lenguaje PHP que utiliza una base de datos para almacenar la información. Actualmente admite MySQL, PostgreSQL, y ODBC.
El software ha estado mantenido y actualizado desde inicios del año 2000, acepta ciertos comandos IRC, y ha sido traducido a 37 idiomas hasta el momento. Es gratuito publicado bajo la licencia GPL/GNU.
Desde hace varios años, ha sido agregado al famoso Panel de Control cPanel como parte de su distribución original lo que lo ha llevado a ser uno de los más populares servidores de chat en la actualidad debido a su extremadamente sencilla instalación desde cPanel.